# La habitación azul (Valadon)
La habitación azul (en el original en francés, La chambre bleue) es una pintura de 1923 de la artista francesa Suzanne Valadon. Una de sus obras más reconocibles, ha sido llamada una subversión radical de la representación de las mujeres en el arte. Como muchas de las obras posteriores de Valadon, utiliza colores fuertes y enfatiza fondos decorativos y materiales estampados. Valadon representa a una mujer moderna del siglo XX, reclinada vestida y fumando un cigarrillo, en una pose tradicional de los desnudos femeninos, particularmente de las imágenes de odaliscas y prostitutas del siglo XIX, como la Olympia de Édouard Manet.
El cuadro se encuentra en el Museo Nacional de Arte Moderno, en el Centro Georges Pompidou de París.

## Historia
Fue presentado en el Salón de Otoño. En 1926 fue donado por Lord Joseph Duveen al Museo Nacional de Arte Moderno.

## Descripción
Aparece una mujer de cabello negro recogido, reclinada en la cama sobre una colcha azul con motivos florales blancos. Viste una camiseta interior rosa de tirantes y un pantalón holgado de pijama de hombre blanco con rayas verdes. La joven corpulenta está representada con naturalidad, sin idealizar. Descalza, fumando un cigarrillo, con la mirada perdida. Su postura es relajada y despreocupada. Cerca de sus pies hay dos libros, uno amarillo y otro rojo. El fondo es una pared con motivos abstractos, casi orientales, y está enmarcado por las cortinas azules de la cama. Las tonalidades azules de la ropa de cama resaltan a la figura en el centro de la obra.
Aunque recuerda al tema clásico de mujeres reclinadas y seductoras, como la Venus de Urbino de Tiziano o la Venus dormida de Giorgione, hay un toque moderno en su presentación y actitud: es una mujer moderna, libre y emancipada.

## Circunstancias sociales
Las decisiones estilísticas pueden verse como una muestra de la visión de Valadon de las normas sociales cambiantes de la sociedad. La pieza fue creada en una época revolucionaria en la que los roles de género y la independencia femenina pasaron a ocupar el primer plano del debate social en París y otros lugares. Después de la Primera Guerra Mundial, la posición de las mujeres en la sociedad como objetos que debían ser escoltados, moldeados y, en general, constreñidos por los hombres comenzó a ser reemplazada por un nuevo tipo de mujer. Las mujeres comenzaron a hacer varios avances en lo que respecta a la moda y las normas sociales: usaron vestidos más cortos y holgados, cabello corto, adoptaron hábitos tradicionalmente masculinos como fumar y se dedicaron a la educación de forma decidida. A través de sus decisiones artísticas, Valadon ejemplifica a la mujer del siglo XX como poseedora de más carácter, no relacionada con la mirada masculina anterior. Si bien su figura es el tema, las intimidades de su cuerpo son reemplazadas por las intimidades de su experiencia de vida sin editar ni pulir.

## Subversión de las técnicas establecidas

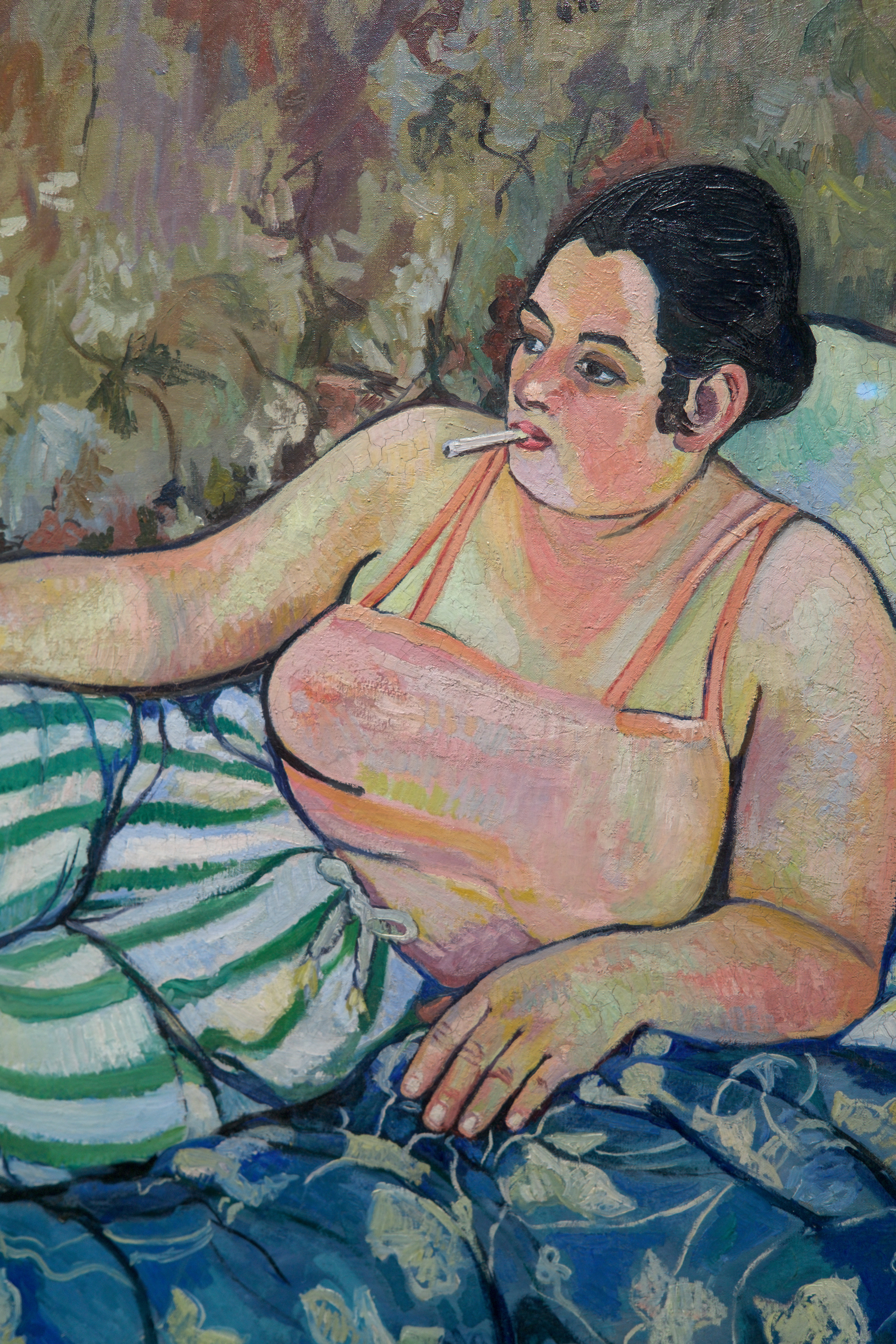
Detalle.

En contraste con la representación de la forma femenina de Valadon, artistas como Tiziano, Ingres y Manet representaron desnudos femeninos con rasgos idealizados. Por ejemplo, la La gran odalisca, la Olimpia y la Venus de Urbino subrayan el rol de género de las mujeres con exposiciones femeninas de desnudez completa sobre las camas, como algo separado de la modelo, creando una dinámica de poder desequilibrada entre los artistas y el sujeto. La habitación azul es una respuesta a estas pinturas y a otras, como Desnudo azul de Matisse y La blanca y la negra de Félix Vallotton. Sustituyendo el narguile ingresco por un cigarrillo y tomando los contornos audaces de Matisse, entre otros rasgos de las obras mencionadas, Valadon crea una figura "sorprendentemente contemporánea", capturando una representación de la vida cotidiana que es completamente suya.

## Legado
Con la representación pionera y revolucionaria de la forma femenina realizada por Valadon a través de la subversión de las técnicas de sus predecesores, La habitación azul puede verse como el punto de partida de un legado duradero para las artistas femeninas. Como señala Janet Burns en Looking as Women: The Paintings of Suzanne Valadon, Paula Modersohn-Becker, and Frida Kahlo, «dada la tendencia de la cultura occidental a fetichizar el cuerpo femenino, el desnudo es un género difícil para las artistas. Se consagra como un icono cultural que personifica y objetiva la sexualidad femenina». Después de Valadon, muchas artistas jóvenes se inspiraron en su representación realista de la figura femenina a través de decisiones estilísticas y abrazaron la autonomía que promovía este estilo artístico.